# Karolina Reuß zu Greiz
Caroline Elisabeth Ida (ur. 13 lipca 1884 w Greiz, zm. 17 stycznia 1905 w Weimarze) – księżniczka Reuss-Greiz (linii starszej) i poprzez małżeństwo wielka księżna Saksonii-Weimar-Eisenach. 
Urodziła się jako trzecia córka i czwarte spośród sześciorga dzieci księcia Reuss-Greiz Henryka XXII oraz jego żony księżnej Idy Schaumburg-Lippe.
30 kwietnia 1903 w Bückeburgu poślubiła ostatniego wielkiego księcia Saksonii-Weimar-Eisenach – Wilhelma Ernesta. Małżeństwo nie mało dzieci.
Została pochowana w krypcie książęcej Weimarer Fürstengruft.